# مؤسسه فناوری هند مدرس
مؤسسه فناوری هند مدرس یا آی آی تی ام نهاد پژوهشی و مهندسی خودمختار دولتی است واقع در چنای (سابقاً مدرس)، تامیل نادو، هند. این نهاد از سوی دولت هند به عنوان یک مؤسسه با اهمیت ملی به رسمیت شناخته می‌شود.
این مؤسسه که با کمک دولت آلمان غربی در ۱۹۵۹ تأسیس شد سومین از مؤسسات فناوری هند بود که با لایحه مجلس توسط دولت هند به منظور فراهم آوری تأسیسات آموزشی و پژوهشی برای مهندسی و فناوری ایجاد شد.